# Барбарос (квартал в Багджълар)
„Барбарос“ (на турски: Barbaros) е квартал на Истанбул, разположен в околия Багджълар. Общата му площ е 0,44 км2. Според данни на Адресната система за регистриране на населението (ABPRS) към 2023 г. населението на „Барбарос“ е 20 349 жители.